# Дослідний інститут органічного сільського господарства
Дослідний інститут органічного сільського господарства (Forschungsinstitut für biologischen Landbau, FiBL) — світовий провідний інформаційний та документаційний центр органічного сільського господарства з більш, ніж 30-ти річним досвідом роботи в органічному сільському господарстві.
Як незалежна, некомерційна організація, FiBL сприяє проведенню досліджень і проектів, які допомагають фермерам підвищити продуктивність праці з урахуванням екологічних впливів. FiBL розташований у Швейцарії з філіями в Німеччині та Австрії.
Тісні зв'язки між різними галузями дослідження та швидка передача знань від досліджень до консультаційної роботи та впровадження у практику сільського господарства є сильними сторонами FiBL.

## Історія
FiBL був заснований у Швейцарії в 1973 році групою органічних фермерів і вчених, які хотіли сприяти зростанню органічного сільськогосподарського виробництва. У той час, органічний рух був на початковій стадії. Засновники FiBL хотіли створити основу, яка була розроблена виключно для поширення інформації та практичних порад для фермерів, які хотіли відійти від традиційних методів. Одним із членів-засновників був Філіп Матілль, професор Швейцарського федерального технологічного інституту (ETH) у Цюриху, який придумав дизайн для лейбла Bud в ролі логотипу FiBL. Мітка Bud згодом стала логотипом Bio Suisse, парасолькової організації швейцарських органічних організацій фермерів, а також використовується для позначення сертифікованих органічних продуктів. FiBL є членом Міжнародної федерації органічного сільськогосподарського руху (IFOAM) і допоміг у створенні Міжнародного товариства досліджень у галузі органічного сільського господарства (ISOFAR). FiBL також співпрацював з IFOAM у розробці міжнародних органічніх стандартів.
У 2004 році FiBL розпочав функціонування свого власного винного виробництва, яке виробляє більше 40 органічних вин.
FiBL організував такі заходи як 1-а наукова конференція IFOAM у 1977 в Зиссах у сільськогосподарському коледжі Ебенрейна, і 13-ту конференцію (2000 р. в Базелі).
FiBL має висококомпетентний персонал з ґрунтовним експертним рівнем щодо менеджменту органічних ґрунтів, рослинництва, комплексного здоров’я тварин, добробуту тварин та органічного розведення тварин, соціоекономіки (включаючи всебічний аналіз органічних ринків) та у сфері органічної переробки та продажу. FiBL проводить багато практичних досліджень та вважає  пріоритетним передачу знань у сільськогосподарську практику через консультаційну роботу, тренінгові курси та експертні звіти. Він задіює широкий спектр засобів для комунікації та поширення інформації, включаючи журнали, технологічні буклети, довідники, відео та інтернет-ресурси.
FiBL реалізовував численні проекти у Східній Європі, Індії, Латинській Америці та Африці, просуваючи розвиток органічних досліджень та послуг, а також консультаційних та сертифікаційних послуг. В Україні дослідний інститут органічного сільського господарства впроваджує проект «Розвиток органічного ринку в Україні» 2012-2018 рр. FiBL працює в Україні з 2004 року та був відповідальним за впровадження фази І проекту з 2005 до 2011 рр.

## Компоненти

### Ґрунтознавство / Зміна клімату
FiBL розглядає фундаментальні принципи родючості ґрунтів, фокусуючись на вуглецевому циклі та різноманітності видів мікроорганізмів. FiBl також зацікавлений у питаннях, які стосуються біодинамічних методів ведення сільського господарства. Здорові ґрунти та здорові рослини складають загальну концепцію досліджень.

### Соціально-економічний аспект
FiBL аналізує економічні умови в органічних господарствах, економічно обґрунтоване ціноутворення на органічні продукти та підтримує заходи у рамках сільськогосподарської політики. Також охоплюються питання, які стосуються маркетингу.

### Садівництво / Фітопатологія
Фрукти, вино, овочі, картопля та сільськогосподарські орні культури — це основні теми дослідження FiBL у рослинництві. Були проведені досліди щодо шкідників та хвороб шляхом
просування корисних організмів, вживання заходів прямого контролю та покращення технік вирощування.

### Тваринництво / Здоров'я тварин
FiBL залучає ветеринарів до досліджень щодо здоров'я вимені та паразитів, оптимізації тваринництва, режимів годування та випасання, використання гомеопатії, підготовки рослин та корисних грибків. Тваринництво, годування бройлерів та органічних курей-несучок є додатковими важливими темами. Знайдено новий сталий підхід у розведенні великої рогатої худоби.

### Якість харчових продуктів / Безпека харчових продуктів
FiBL досліджує хімічні, фізичні, поживні та сенсорні властивості фруктів, вина, овочів, пшениці, молока та інших продуктів. Також вивчається їхня потенційна користь для здоров'я та добробуту людей. Метою є якість та безпека всього ланцюга харчової органічної продукції.

### Розвиток та співпраця / Тренінги/ Поширення
FiBL робить свій внесок у розвиток та покращення органічного і сталого сільського господарства у всьому світі. Міжнародний відділ впроваджує багато проектів в Африці, Азії, Латинській Америці, Південній та Східній Європі, фокусуючись на системах сталого виробництва, кліматі та ресурсах, розвитку ринку, сертифікації, стандартах та політичному діалозі, тренінгах та консультаціях.

## Фінансування
Науково-дослідний інститут органічного сільського господарства та його консультаційна служба фінансується Федеральним управлінням сільського господарства Швейцарії (FOAG), Федеральним відомством з охорони навколишнього середовища (FOEN), Державним секретаріатом з економічних питань (SECO), Швейцарським агентством з розвитку та співробітництва (SDC), кантональними і муніципальними органами управління сільським господарством, і приватними організаціями (Coop, Bio Suisse, Hiscia, Migros та інші) і фізичними особами. Крім того, FiBL фінансує себе за допомогою різних науково-дослідних проектів, в тому числі дослідних проектів ЄС.